# Poa douglasii
Poa douglasii là một loài cỏ trong họ hòa thảo, thuộc chi poa.

## Hình ảnh

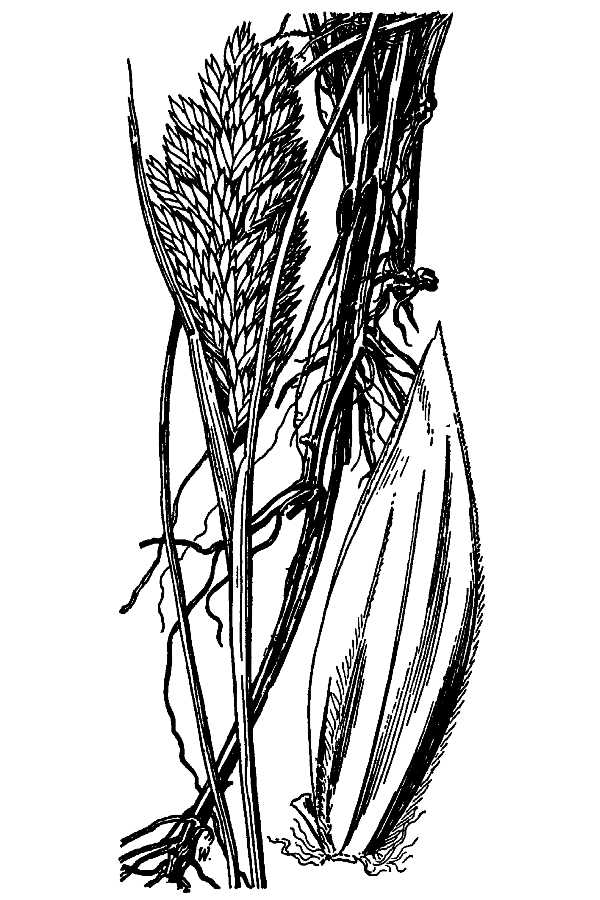